# 黃建斌
黃建斌（1920年12月23日—1997年5月27日），字綠園，曾為教師、校長；也是郵學家。出生於南京，一生奉獻於教育事業。1973年至1986年間曾擔任台灣台北市建國中學校長。黃建斌工作之餘嗜好集郵，早年曾致力於紅印花加蓋暫作郵票的蒐集，後來放棄紅印花轉而全力研究蒐羅大龍郵票及相關郵史。1997年病逝後成立財團法人黃建斌文教基金會，獎助清寒學生就學。著述文章常刊登於各大郵刊。著有《大龍郵票集錦》與《大龍信封存世考》等大龍郵票研究專書。黃氏本人更被後世郵人譽為大龍郵票研究的國寶級郵學家。